# Psychotria ruelliifolia
Psychotria ruelliifolia är en måreväxtart som först beskrevs av Adelbert von Chamisso och Diederich Franz Leonhard von Schlechtendal, och fick sitt nu gällande namn av Johannes Müller Argoviensis. Psychotria ruelliifolia ingår i släktet Psychotria och familjen måreväxter. Inga underarter finns listade i Catalogue of Life.